# 講座教授
講座教授（英語：Chair Professorship），是大專校院頒授予全職教學人員中擁有崇高學術地位或重大研究成就的教席名銜。雖然各專上院校規定有所不同，但作為榮譽性質的名銜，講座教授常可不受一般教授授課時數，以及退休年齡的限制。

## 講座研究員
講座研究員（Chair Fellowship）是大學或類似研究機構授予全職研究員中擁有崇高學術地位或重大研究成就的研究席名銜。

## 法国
在法国與法語區國家，虽然Maître de conférences (MCF)直译为讲座教授或讲师，事实上相当于中国高等教育体系的副教授（副高）一职，为终身教职。法国高等教育研究与创新部提供了有关法国教授与副教授与世界各国同级别职称对应的表格。